# ポストガール
『ポストガール』は、増子二郎による日本のライトノベル。イラストはGASHINが担当。電撃文庫（メディアワークス）より2002年6月から2005年1月まで刊行された。第1回電撃hp短編小説賞受賞作。

## あらすじ
数年前に終結した大戦の結果、世界は荒廃し、人口は激減していた。そんな世界で、通信システムの破壊された地域に郵便物を配達する人型自律機械「メルクリウス」の少女シルキーは、配達先で出会う様々な人たちと触れ合う度、自らの電算機（ブレイン）に人間のような感情、「バグ」を芽生えさせていく。

## 登場人物

### メルクリウス
シルキー(MMF108-41)
郵便配達人で、バンシュ・ステーションに所属している。アストロラーブ産業統合体が開発したメルクリウス（人型自律機械）で、人間の寂しさを紛らわす為、表面上の感情を演出をする自意識システムを搭載している。しかし、様々な人間と触れ合うたび、プログラムに支配されない人間に似た感情である「バグ」を抱えるようになる。最初に配達したところでミルクをご馳走されてそれからミルクを好物とする。宝物の麦藁帽子を季節に関係なくかぶっている。グラムを弟のように思っている。
シャンベル(MMM108-06)
バンシュ・ステーションから郵便配達に出たきり戻らない青年型メルクリウス。
グラム(MMM108-49)
少年型メルクリウス。シルキーを姉のように慕っている。

### 関係者
スワース・キューザック
アストロラーブ・メイルサーヴィス社の研究員。洒落た服の上に羽織った皺だらけの白衣と、端正な顔の下半分を占める長い顎が特徴。シルキーをはじめ、バグを抱えたメルクリウス達の良き理解者である。また、伝説的な春画家、ラタ・ナデエ画伯のファンでもある。後にシヅカと婚約、惚気まくっている。
シヅカ・マキノ
宿屋を営んでいる眼帯をしたネイティヴの女性。後にスワースと婚約。

## 用語
メルクリウス
アストロラーブ産業統合体が戦後開発した人型自律機械。ローマ神話の伝達の神、メルクリウスから名付けられた。主に郵便配達業に従事する。治安が悪い地域や汚染区域など、危険な地域の配達を担当する事も多い。
イシュタル
アストロラーブ産業統合体の開発した最も初期の人型自律機械。メソポタミア神話に現れる愛と豊穣の女神、イシュタルから名付けられた。慰安業に従事する目的で作られた為、「抱き人形」とも呼ばれている。メルクリウスと同様、男女の両タイプが存在する。
アストロラーブ産業複合体
戦後の世界に多大なる影響力を持つ巨大企業。傘下に郵便配達部門のアストロラーブ・メイルサーヴィス社、兵器開発製造部門のアストロラーブ・アームズ社などを抱える。近年政治的発言力を強めてきている。
先住民族（ネイティヴ）
舞台となる土地に元々いた民族。日本人風の名前が特徴。今はそれほどではないものの、昔は人間扱いされないほどの酷い差別を受けていた。

## 既刊一覧
- 増子二郎（著）・GASHIN（イラスト） 『ポストガール』 メディアワークス〈電撃文庫〉、全4巻
  1. 2002年6月10日発売[3]、ISBN 4-8402-2115-4
  2. 2003年8月10日発売[4]、ISBN 4-8402-2438-2
  3. 2004年5月10日発売[5]、ISBN 4-8402-2689-X
  4. 2005年1月10日発売[6]、ISBN 4-8402-2908-2